# Stanley Miller

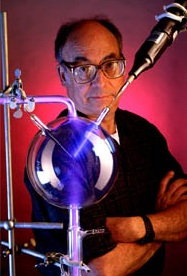
Stanley Miller

Stanley Lloyd Miller (Oakland, 7 maart 1930 – National City, 20 mei 2007) was een Amerikaans chemicus en bioloog.
Miller werd bekend door zijn onderzoek naar de oorsprong van het leven, vooral het Miller-Urey-experiment dat aantoonde dat organische verbindingen kunnen ontstaan door eenvoudige fysische processen uit simpele anorganische chemische bouwstenen. Het experiment bootste de omstandigheden na die, zo men aannam, op de jonge aarde heersten (tijdens het Precambrium).
- Bibliothèque nationale de France: cb15049213r (data)
- CiNii: DA00778258
- Gemeinsame Normdatei: 133053989
- International Standard Name Identifier: 0000 0001 1586 5726
- Library of Congress Control Number: nb2007010501
- Bibliotheek van het Japanse parlement: 00450093
- Nederlandse Thesaurus van Auteursnamen: 070161038
- Réseau des bibliothèques de Suisse occidentale: 02-A006436881
- SNAC: w63r206s
- Système universitaire de documentation: 077761758
- Virtual International Authority File: 2754803
- WorldCat: E39PBJbGYCR6KjkGkCmMGBQyVC